# Münster (região)
Münster, ou, na sua forma portuguesa, Monastério, é uma região administrativa (Regierungsbezirk) da Alemanha. Sua capital é a cidade de Münster.
Está inserida na região (não administrativa) de Münsterland, do estado federativo da Renânia do Norte-Vestfália.

## Subdivisões administrativas
A região de Münster ou Monastério está dividida em cinco distritos (Kreise) e três cidades independentes (Kreisfreie Städte), que não pertencem a nenhum distrito.
- Kreise (distritos):

1. Borken
2. Coesfeld
3. Recklinghausen
4. Steinfurt
5. Warendorf

- Kreisfreie Städte (cidades independentes):

1. Bottrop
2. Gelsenkirchen
3. Monastério (Münster)